# Gertrude Pritzi
Gertrude Pritzi – ofta kallad Trude Pritzi, född 15 januari 1920, i Wien, Österrike, död 21 oktober 1968, var en österrikisk bordtennisspelare. 
Hon vann världsmästerskapstiteln i singel 1938 och var i final 1937 mot Ruth Aarons, USA, men båda spelarna diskvalificerades för inaktivt spel när Pritzi ledde (med 21-12, 8-21, 19-16). 2001 förklarades båda spelarna som vinnare i efterhand 
Totalt vann hon 13 medaljer i Bordtennis VM varav 4 guld, 2 silver och 7 brons.
I och med Nazitysklands anslutning av Österrike 1938 så spelade hon för Tyskland mellan 1938 och 1944. Där vann hon bland annat Tyska Mästerskapen i singel sju år i rad mellan 1938 och 1944.

## Meriter
- Bordtennis VM
  - 1937 i Baden (Niederösterreich)
    - Final i Singel mot Ruth Aarons, USA, båda spelarna diskades

  - 1938 i London
    - 1:a plats Singel
    - 3:e plats Mixed dubbel (med Alfred Liebster)
    - 3:e plats med det österrikiska laget

  - 1939 i Kairo
    - 2:a plats Singel
    - 1:a plats dubbel (med Hilde Bussmann)
    - 3:e plats Mixed dubbel (med Mansour Helmy)
    - 1:a plats med det tyska laget

  - 1947 i Paris
    - 3:e plats Singel
    - 1:a plats dubbel (med Gizella Farkas)

  - 1949 i Stockholm
    - 3:e plats Singel

  - 1951 i Wien
    - 3:e plats Singel
    - 2:a plats med det österrikiska laget

  - 1953 i Bukarest
    - 3:e plats med det österrikiska laget

- Tyska Mästerskapen
  - 1938 i Breslau - 1:a plats Singel
  - 1939 i Frankfurt/Main - 1:a plats Singel
  - 1940 i Baden (Wien) - 1:a plats Singel, 1:a plats dubbel (med Ottilie Grahsl,) 1:a plats Mixed dubbel (med Otto Eckl)
  - 1941 i Dresden - 1:a plats Singel, 1:a plats dubbel (med Ottilie Grahsl,) 1:a plats Mixed dubbel (med Herbert Wunsch)
  - 1942 i Dresden - 1:a plats Singel, 1:a plats dubbel (med Ottilie Grahsl,) 2:a plats Mixed dubbel (med Herbert Wunsch)
  - 1943 i Breslau - 1:a plats Singel, 3:e plats dubbel (med Neumann), 1:a plats Mixed dubbel (med Herbert Wunsch)
  - 1944 i Breslau - 1:a plats Singel, 1:a plats Mixed dubbel (med Herbert Wunsch)

- Gaumästerskap
  - 1938 - 1:a plats med Team Ostmark
  - 1939 - 1:a plats med Team Ostmark

- Österrikiska Mästerskapen
  - 1937 - 1:a plats Singel
  - 1938 - 1:a plats Singel
  - 1946 i Wien - 1:a plats Singel, 1:a plats dubbel (med Ottilie Grahsl,) 1:a plats Mixed dubbel (med Otto Eckl)
  - 1947 i Wien - 1:a plats Singel, 1:a plats dubbel (med Ottilie Grahsl,) 1:a plats Mixed dubbel (med Otto Eckl)
  - 1948 i Innsbruck - 1:a plats Singel, 1:a plats dubbel (med Ottilie Grahsl,) 1:a plats Mixed dubbel (med Otto Eckl)
  - 1949 i Graz - 1:a plats Singel, 1:a plats Mixed dubbel (med Heinrich Bednar)
  - 1950 i Linz - 2:a plats Singel
  - 1951 i Salzburg - 1:a plats Singel, 1:a plats Mixed dubbel (med Otto Eckl)
  - 1952 i Wien - 1:a plats Singel, 1:a plats Mixed dubbel (med Otto Eckl)
  - 1953 i Bregenz - 1:a plats Singel
  - 1954 i Klagenfurt - 2:a plats Singel, 1:a plats dubbel (med Fritzi Scharfegger)
  - 1955 i Wien - 1:a plats Singel, 1:a plats dubbel (med Fritzi Scharfegger)

- Tyska Lagmästerskapen 
  - 1939 - 1:a plats med Postsportverein Wien

- Internationella Mästerskap
  - 1935 Österrike - 1:a plats Singel
  - 1937 Tyskland - 1:a plats Singel, 2:a plats dubbel (med Vera Votrubcova)
  - 1938 Tyskland - 1:a plats Singel
  - 1938 Tjeckoslovakien - 1:a plats Singel
  - 1939 Tyskland - 1:a plats Singel, 1:a plats dubbel (med Hilde Bussmann), 2:a plats Mixed dubbel (med Karl Sediwy
  - 1946 Tjeckoslovakien - 1:a plats Singel
  - 1947 Tjeckoslovakien - 1:a plats Singel
  - 1947 Ungern - 1:a plats dubbel (med Gizella Farkas)
  - 1948 Tjeckoslovakien - 1:a plats Singel
  - 1949 Tjeckoslovakien - 1:a plats Singel
  - 1949 Wales - 1:a plats Singel
  - 1950 Belgien - 1:a plats Singel
  - 1950 Genf (Schweiz) - 1:a plats Singel, 1:a plats dubbel (med Peter), 1:a plats Mixed dubbel (med Meyer de Stadelhofen)
  - 1950 Jugoslavien - 1:a plats Singel
  - 1951 England - 1:a plats Singel
  - 1954 Tyskland - 2:a plats dubbel (med Linde Wertl)
  - 1956 Basel (Schweiz) - 1:a plats Singel